# ماريا م كلاو
ماري كلاو عالمة كمبيوتر ووالعميدة الخامسة كلية هارفي مود(منذ 1 يوليو من عام 2006 )على الرغم من انها ولدت في تورونتو عام 1952 لكنها حصلت على الجنسية الأمريكية في عام 2009 وسابقاً كانت عميدة كلية الهندسة والعلوم التطبيقية في جامعة برنستون

## السيرة الذاتية
ولدت كلاو في تورونتو عام 1951. عاشت في اسكتلندا من سن4 حتى 12 ثم عادت إلى كندا لتعيش مع عائلتها في إدمونتون، ألبرتا.
درست كلاو فيجامعة ألبرتا، ثم توقفت عن الدراسة لتسافر حول العالم وعادت لتحصل على بكالوريوس في العلوم عام 1973.
بقيت ماريا في ألبرتا لتتم دراستها العليا، وفي عام 1977 حصلت على درجة الدكتوراه في الرياضيات.
و بدأت العمل للحصول على درجة الدكتوراه الثانية في علوم الكمبيوتر في جامعة تورنتو، ولكن تم تعينها ضمن أعضاء هيئة التدريس هناك قبل إكمال الحصول على الدرجة.
أمضت ثماني سنوات في الصناعة تعمل في شركة آي بي إم مركز مادن للبحوث في سان جوز في كاليفورنيا وقد بدأت كباحثة علمية ثم كمديرة في مجموعة أقسام الرياضيات المتقطعة وعلوم الحاسب والرياضيات
بعدئذ انتقلت مع زوجها نيكولاس بيبنج إلى جامعة كولومبيا البريطانية حيث بقيت لمدة 15 عاماً وعملت كرئيسة قسم علوم الحاسب من 1988 إلى 1995 ونائبة رئيس شؤون الطلاب 1995 إلى 1998 ومن ثم عميدة العلوم من 1998 إلى 2002 .
انتقلت من جامعة كولومبيا البريطانية إلى برنستون ثم كلية هارفي مود .سابقاً الكندية الجنسية، كانت كلاومن بين 5,996 شخص الذين أصبحوا من مواطني الولايات المتحدة وذلك في حفل أقيم في مركز المؤتمرات في لوس انجليس في يوم الخميس 29 يناير/كانون الثّاني، 2009.
وفي وقت لاحق في عام 2009، انضمت إلى مجلس إدارة شركة مايكروسوفت، 
بالإضافة إلى مهنتها كعالمة وأكاديمية. كانت كلاو معروفة في لوحاتها بالألوان المائية،
كما كانت كلاو متطوعة وناشطة في الدعوة إلى تشجيع مزيد من النساء للدخول في مجالات الهندسة والرياضيات.

## الجوائز والأوسمة
في عام 1996 تم تعيين كلاو كزميلة في رابطة مكائن الحوسبة في عام 1996. وفي عام 2006 تم تعيين كلاو كزميلة مؤسسة للجمعية الكندية لمعالجة المعلومات.وكزميلة في الأكاديمية الأمريكية للفنون والعلوم  في عام 2009.وتم تعيين كلاو كزميلة في الجمعية الرياضياتية الأمريكية في عام 2012.
منحت دكتوراه فخرية من جامعة رايرسون بوليتكنيك  في عام 2001، ومن جامعة واترلو  في 2003،
جامعة الملكة  في 2004، جامعة دالهاوسي  في 2005، جامعة أكاديا  في 2006، جامعة ألبرتا  في 2007، جامعة أوتاوا
في 2008، جامعة كولومبيا البريطانية  في 2010.
عملت كرئيسة لرابطة مكائن الحوسبة 2002-2004، وفي 2004 ربحوا جائزة نيكو هابرمان.

## الأبحاث
بعض أفضل البحوث المذكورة لكلاو تتعلّقُ بالخوارزمياتِ لحَلّ مشاكلِ تحسين الهندسة، قائد الانتخابات الموزعة، ومشكلة المعرض الفني، ودراسات لتأثير نوع الجنس على لعب الألعاب الإلكترونية.
أسست مشروع فقدان القدرة على الكلام ,تعاون بين جامعة كولومبيا البريطانية وبرينستون لدراسة فقدان القدرة على الكلام وتطوير الإيدز المعرفي للأشخاص الذين يعانون منه، بعد أن طورت صديقتها أنيتا سرطان الدماغ. عدد اردوس الخاص بماريا هو 1.

## دعوة النساء للتقنية
شاركت كلاو بزيادة تمثيل النساء في مجالات الهندسة والرياضيات. وفي عام 1991، أسست مع نانسي ليفسون CRA-W (لجنة في جمعية بحوث الحوسبة لوضع المرأة في أبحاث علوم الحاسب) وشغلت منصب أول رئيسة مشاركة. وكانت أيضاً صديقة شخصية لأنيتا بورغ، وشغلت منصب رئيس مجلس أمناء معهد أنيتا بورغ للمرأة والتكنولوجيا 1996-2011.

## المصدر
1. ↑  . 20 فبراير 2009 https://www.hmc.edu/non-wp-sites/old-news/klawe_uscitizen.php. اطلع عليه بتاريخ 2022-05-08. {{استشهاد ويب}}: |url= بحاجة لعنوان (مساعدة) والوسيط |title= غير موجود أو فارغ (من ويكي بيانات) (مساعدة)
2. ↑   http://www.ams.org/fellows_by_year.cgi?year=2013. اطلع عليه بتاريخ 2022-11-24. {{استشهاد ويب}}: |url= بحاجة لعنوان (مساعدة) والوسيط |title= غير موجود أو فارغ (من ويكي بيانات) (مساعدة)
3. 1 2   http://www.ams.org/news?news_id=1680. اطلع عليه بتاريخ 2022-11-24. {{استشهاد ويب}}: |url= بحاجة لعنوان (مساعدة) والوسيط |title= غير موجود أو فارغ (من ويكي بيانات) (مساعدة)
4. ↑   https://awards.acm.org/fellows/award-recipients. اطلع عليه بتاريخ 2024-06-23. {{استشهاد ويب}}: |url= بحاجة لعنوان (مساعدة) والوسيط |title= غير موجود أو فارغ (من ويكي بيانات) (مساعدة)
5. ↑   https://awm-math.org/awards/awm-fellows/2019-awm-fellows/. اطلع عليه بتاريخ 2022-12-05. {{استشهاد ويب}}: |url= بحاجة لعنوان (مساعدة) والوسيط |title= غير موجود أو فارغ (من ويكي بيانات) (مساعدة)
6. 1 2 3 4 5   https://www.hmc.edu/about-hmc/2018/10/08/klawe-named-2019-fellow-of-the-association-for-women-in-mathematics/. اطلع عليه بتاريخ 2019-06-14. {{استشهاد ويب}}: |url= بحاجة لعنوان (مساعدة) والوسيط |title= غير موجود أو فارغ (من ويكي بيانات) (مساعدة)
7. 1 2 3   https://www.geekwire.com/2019/harvey-mudd-president-maria-klawe-message-computer-science-grads-tech-industry/. اطلع عليه بتاريخ 2019-06-14. {{استشهاد ويب}}: |url= بحاجة لعنوان (مساعدة) والوسيط |title= غير موجود أو فارغ (من ويكي بيانات) (مساعدة)
8. ↑   https://www.hmc.edu/about-hmc/president-klawe/. اطلع عليه بتاريخ 2019-06-14. {{استشهاد ويب}}: |url= بحاجة لعنوان (مساعدة) والوسيط |title= غير موجود أو فارغ (من ويكي بيانات) (مساعدة)
9. ↑   https://www.hmc.edu/about-hmc/presidents-office/. {{استشهاد ويب}}: |url= بحاجة لعنوان (مساعدة) والوسيط |title= غير موجود أو فارغ (من ويكي بيانات) (مساعدة)
10. ↑   https://www.ulaval.ca/notre-universite/prix-et-distinctions/doctorats-honoris-causa/maria-klawe. {{استشهاد ويب}}: |url= بحاجة لعنوان (مساعدة) والوسيط |title= غير موجود أو فارغ (من ويكي بيانات) (مساعدة)
11. ↑   https://web.archive.org/web/20220321005614/https://www.aaas.org/news/aaas-announces-leading-scientists-elected-2020-fellows. {{استشهاد ويب}}: |url= بحاجة لعنوان (مساعدة) والوسيط |title= غير موجود أو فارغ (من ويكي بيانات) (مساعدة)
12. ↑   https://web.archive.org/web/20180220092249/https://anitab.org/profiles/abie-award-winners/maria-klawe-leadership-winner-2014/. مؤرشف من الأصل في 2018-02-20. اطلع عليه بتاريخ 2018-01-27. {{استشهاد ويب}}: |archive-url= بحاجة لعنوان (مساعدة) والوسيط |title= غير موجود أو فارغ (من ويكي بيانات) (مساعدة)
13. ↑   https://www.ams.org/profession/fellows-list#k. اطلع عليه بتاريخ 2019-06-14. {{استشهاد ويب}}: |url= بحاجة لعنوان (مساعدة) والوسيط |title= غير موجود أو فارغ (من ويكي بيانات) (مساعدة)
14. ↑   https://www.carnegie.org/awards/great-immigrants/2009-great-immigrants/. {{استشهاد ويب}}: |url= بحاجة لعنوان (مساعدة) والوسيط |title= غير موجود أو فارغ (من ويكي بيانات) (مساعدة)
15. ↑   https://dl.acm.org/profile/81339509657. {{استشهاد ويب}}: |url= بحاجة لعنوان (مساعدة) والوسيط |title= غير موجود أو فارغ (من ويكي بيانات) (مساعدة)
16. 1 2  Semuels، Alana (15 مارس 2009)، "Microsoft did the math, chose her"، لوس أنجلوس تايمز، ص. B2.
17. ↑  ماريا م كلاو في شجرة علماء الرياضيات
18. 1 2  "President Klawe Becomes U.S. Citizen". HMC Spotlight. Harvey Mudd College. 20 فبراير 2009. مؤرشف من الأصل في 2013-12-03. اطلع عليه بتاريخ 2013-03-29.
19. ↑  Fried، Ina (9 مارس 2009). "Microsoft adds new board member". CNET. مؤرشف من الأصل في 2013-12-03. اطلع عليه بتاريخ 2013-03-29.
20. ↑  Ezarik، Melissa (1 يوليو 2006). "Diamond in the Mudd: the many facets of Maria Klawe, Harvey Mudd College's new leader". The Free Library. مؤرشف من in the Mudd: the many facets of Maria Klawe, Harvey Mudd...-a0148056309 الأصل في 2019-12-10. اطلع عليه بتاريخ 2013-03-29. {{استشهاد ويب}}: تحقق من قيمة |مسار= (مساعدة)
21. 1 2  Morehead، James (10 سبتمبر 2011). "Harvey Mudd College President Maria Klawe on Women in Science, Math and Engineering". OneDublin.org. مؤرشف من الأصل في 2019-04-21. اطلع عليه بتاريخ 2013-03-29.
22. ↑  "List of ACM Fellows". مؤرشف من الأصل في 2016-12-01. اطلع عليه بتاريخ 2013-10-15.
23. ↑  "CIPS Fellow Members". CIPS (the Canadian Information Processing Society). مؤرشف من الأصل في 2018-11-23. اطلع عليه بتاريخ 2010-04-02.
24. ↑  "List of Fellows of the American Academy of Arts and Sciences" (PDF). مؤرشف من الأصل (PDF) في 2017-05-09. اطلع عليه بتاريخ 2013-10-15.
25. ↑  List of Fellows of the American Mathematical Society, retrieved January 27, 2013. نسخة محفوظة 22 ديسمبر 2017 على موقع واي باك مشين.
26. ↑  "Ryerson Honorary Doctorates". مؤرشف من الأصل في 2016-09-03. اطلع عليه بتاريخ 2013-10-15.
27. ↑  "Waterloo Honorary DMath Degrees". مؤرشف من الأصل في 2018-02-20. اطلع عليه بتاريخ 2013-10-15.
28. ↑  "Queen's University Honorary Degree Recipients" (PDF). مؤرشف من الأصل (PDF) في 2013-10-16. اطلع عليه بتاريخ 2013-10-15.
29. 1 2  "President Klawe to Receive Honorary Degree". مؤرشف من الأصل في 2013-10-16. اطلع عليه بتاريخ 2013-10-15.
30. ↑  Maria KLAWE, 2008 | Doctorats honorifiques | Cabinet du recteur نسخة محفوظة 20 أكتوبر 2013 على موقع واي باك مشين.
31. ↑  "List of 2010 Honorary Degree Recipients at UBC". مؤرشف من الأصل في 2019-03-29. اطلع عليه بتاريخ 2013-10-15.
32. ↑  "Habermann Award Archive". مؤرشف من الأصل في 2015-02-27. اطلع عليه بتاريخ 2013-10-15.
33. ↑  "Past and Present Chairs of CRA-W". مؤرشف من الأصل في 2015-04-28.
34. ↑  "Transitions". مؤرشف من الأصل في 2013-10-15. اطلع عليه بتاريخ 2013-10-15.